# 1461 en Angleterre
Chronologie de l'Angleterre
- 1457
- 1458
- 1459
- 1460
- 1461
- 1462
- 1463
- 1464
- 1465

Cette page concerne l'année 1461 du calendrier julien.

## Naissances en 1461
- Date inconnue :
  - Robert Brudenell, juge
  - John Devereux, 8e baron Ferrers de Chartley
  - Thomas Green, membre de la gentry
  - William Marmion, member of Parliament pour Gloucester
  - Nicholas West, évêque d'Ely
  - Richard Whiting, abbé de Glastonbury

## Décès en 1461
- 3 février : Owen Tudor, chevalier
- 17 février : 
  - John Grey, chevalier
  - Robert Poynings, chevalier
  - Thomas Thorpe, speaker de la Chambre des communes
- 18 février :
  - William Bonville, 1er baron Bonville
  - Thomas Kyriell, militaire
- 28 mars : 
  - John Clifford, 9e baron de Clifford
  - John Neville, 1er baron Neville
- 29 mars :
  - Henry Percy, 3e comte de Northumberland
  - Ralph Dacre, 1er baron Dacre de Gilsland
  - Lionel Welles, 6e baron Welles (en)
  - Andrew Trollope, chevalier
  - Richard Percy, chevalier
  - John Stafford, chevalier
  - Ralph Bigod, chevalier
  - Everard Digby, esquire
- 3 avril : Thomas de Courtenay, 14e comte de Devon
- 1er mai : James Butler, 1er comte de Wiltshire
- 6 novembre : John Mowbray, 3e duc de Norfolk
- Date inconnue :
  - David Blodwell, doyen de St Asaph
  - William Daubeney, chevalier
  - John Fray, légiste
  - Thomas Grey, 1er baron Richemount Grey
  - Reginald Pecock, évêque de Chichester
  - John Prysot, juge
  - Robert Vere de Hacombe, diplomate